# 武格利
49°31′21″N 27°53′13″E / 49.52250°N 27.88694°E
武格利（烏克蘭語：Вугли），是烏克蘭的村落，位於該國西南部文尼察州，由赫梅利尼克區負責管轄，始建於1790年，面積1.3平方公里，海拔高度308米，2001年人口352。